# Neder-Nubië
Neder-Nubië (Egyptisch: Wawat) is het noordelijkste deel van Nubië (Tanehsu), stroomafwaarts van de Nijl van Opper-Nubië, ruwweg tussen de eerste en tweede cataract, dus ongeveer tot Aswan. Het maakt nu grotendeels deel uit van Egypte met slechts een klein deel in Soedan.
Een groot deel van Opper-Egypte en het noorden van Neder-Nubië verdwenen na de bouw van de Aswandam onder het Nassermeer. Het voorafgaand aan de overstroming uitgevoerde intensieve archeologische werk en de lange relatie met Egypte maakten echter dat de geschiedenis van het gebied veel beter bekend is dan dat van Opper-Nubië. 
In Opper-Egypte en Neder-Nubië is een reeks van archeologische culturen gevonden, zoals het laat-paleolithische Khormusan, de epipaleolithische Halfacultuur en Sebilian, subneolithische Qadancultuur en laat-neolithische A-groep en C-groep. Tijdens de 6e dynastie van Egypte spreken Egyptische bronnen van een aantal kleine staatjes zoals Setjoe, Wawat en Irjet.
Tijdens het Egyptische Middenrijk werd Neder-Nubië door Egypte bezet. Ten noorden van het tweede cataract werd het fort van Boehen gebouwd. Nadat de Egyptenaren zich tijdens de tweede tussenperiode terugtrokken uit Neder-Nubië lijkt het een deel van het Opper-Nubische koninkrijk Kerma te zijn geworden. Het Egyptische Nieuwe Rijk bezette geheel Nubië, en met name Neder-Nubië werd sterk geïntegreerd in Egypte. In de derde tussenperiode maakte Amenhotep I van Boehen de hoofdstad van een provincie Koesj. 
Vanaf de 7e eeuw v.Chr. begonnen de vicekoningen van Koesj zich los te maken van de Egyptische farao's en vestigden het koninkrijk Koesj, met de Opper-Nubische steden Napata en Meroë als belangrijkste machtscentra. Neder-Nubië viel onder de macht van Koesj.
Na de val van Meroë in de 4e eeuw na Christus werd het gebied bewoond door de X-groep, ook bekend als de Ballanacultuur, die waarschijnlijk de Nobatae vertegenwoordigde. Hieruit ontstond in de 5e eeuw de christelijke staat Nobatia. Nobatia werd geannexeerd door het eveneens christelijke Opper-Nubische Makuria, maar raakte vanuit Egypte steeds meer gearabiseerd en geïslamiseerd. Uiteindelijk werd het de facto onafhankelijk als de regio al-Maris. Het grootste deel van Neder-Nubië werd formeel door Egypte geannexeerd tijdens de Ottomaanse verovering van 1517, en bleef sindsdien een deel van het moderne Egypte. Slechts het uiterste zuiden werd deel van Soedan.